# Bojčinovci
Bojčinovci (in bulgaro Бойчиновци?) è un comune bulgaro situato nella Regione di Montana di 10 826 abitanti (dati 2009). La sede comunale è nella località omonima

## Località
Il comune è formato dall'insieme delle seguenti località:
- Bojčinovci (sede comunale)
- Beli Breg
- Beli Brod
- Vladimirovo
- Gromšin
- Erden
- Kobiljak
- Lehčevo
- Madan
- Mărčevo
- Ohrid
- Palilula
- Portitovci